# 温利蓉
温利蓉（1969年10月2日—），中国女子足球运动员。
1982年开始踢球，1983年进入四川队。1986年，她入选首次正式成立的中国国家队。1989年转入北京队。1994年至1999年曾经在日本普利玛俱乐部效力在1996年夏季奥林匹克运动中，参加了女子足球并获得银牌。。1999年，获得亚洲杯赛最有价值球员、全国女足超级联赛最佳运动员、入选世界明星队，后担任国青队的领队。现为北京城建队教练兼队员。